# Kotormán László
Kotormán László (Békéscsaba, 1966. február 6. –) magyar szobrászművész, Kotormán Norbert (1967–) szobrászművész testvére.

## Életpályája
1980–1984 között a szegedi Tömörkény István Gimnázium és Művészeti Szakközépiskola diája volt; mesterei: Fritz Mihály és Kalmár Márton voltak. 1986–1993 között a Magyar Képzőművészeti Főiskola hallgatója volt; itt Kiss István és Somogyi József oktatták. 1993–1996 között a Janus Pannonius Tudományegyetem Képzőművészeti Mesteriskola szobrász szakán tanult; ahol Bencsik István tanította. 
Tömbszerű, kőből faragott szobrokat mutatott be az 1990-es évek csoportos kiállításain.

## Köztéri művei
- Stáció (Budapest, 2000)[2]
- Saul: Szent Pál (Budapest, 2000)[2]
- A kézmosás (Budapest, 2000)[2]
- Az ifjú Toldi Miklós szobra (Alsótold, 2004)[2]
- Tatai országgyűlés emlékmű (Tata, 2010)[2]
- Leveles kút (Pécs, 2010)
- Furioso Senior-emlékoszlop (Derekegyház-Tompahát, 2013)[2]
- Nagy Lajos király és Vilmos középkori pécsi püspök szoborkompozíciója (Pécs, 2017)[2]
- A magyar közjegyzőség kezdete (Budapest, 2018)[2]
- Szent II. János Pál pápa (Budapest, 2020)[2]
- Hunor és Magor (Agyagfalva, 2021)[2]
- Márványmenyasszony (Budapest)

## Kiállításai

### Egyéni
- 1998 Pécs
- 1999 Budapest
- 2000 Eger

### Válogatott, csoportos
- 1992-1993, 1997, 1999, 2002-2004 Hódmezővásárhely
- 1993-1997 Pécs
- 1994 Balatonboglár
- 1995 Berlin
- 1995-1998, 2001 Budapest
- 1999 Eger
- 2003 Kapolcs
- 2004 Szeged
- 2005 Vasad

## Díjai
- Derkovits Gyula képzőművészeti ösztöndíj (1996-1999)